# John O'Keefe
John O'Keefe (New York, 18 novembre 1939) è uno psicologo statunitense con cittadinanza britannica.
Ha vinto il Premio Nobel per la fisiologia o medicina nel 2014, assieme ai norvegesi May-Britt Moser ed Edvard Moser per le loro scoperte riguardanti un sistema di posizionamento nel cervello.È uno dei personaggi che hanno fatto la storia del cervello.